# Большевик (Челябинская область)
Большевик — посёлок в Варненском районе Челябинской области России. Входит в состав Новоуральского сельского поселения.

## География
Расположен в северной части района, на берегу реки Средний Тогузак. Расстояние до районного центра села Варна 12 км.

## История
Поселок основан в 1930 году при одном из отделений скотоводческого совхоза «Новый Урал» путем объединения 2 населенных пунктов: Краснополяновка и Новоивановка. 
Назван по одноименной золотодобывающей артели, которая была около поселка (в месте слияния рек Черная, Средний Тогузак) в 1920—1945 годах.

## Население
| 2002 | 2010 |
| ---- | ---- |
| 403  | ↘363 |

(в 1970 — 420, в 1983 — 400, в 1995 — 399)

## Улицы
- Магнитогорская,
- Набережная,
- Новокузнецкая,
- Новороссийская,
- Черёмушки,
- Школьная.

## Инфраструктура
- Фельдшерско-акушерский пункт,
- Детский сад.